# Carlos San Martín
Carlos San Martín, född 19 november 1993, är en friidrottare från Colombia. Han deltog vid olympiska sommarspelen 2020.